# Stele di Metternich
La stele di Metternich è una stele che fa parte della collezione egizia del Metropolitan Museum of Art di New York, alla quale son state attribuite proprietà taumaturgiche al confine fra magia e medicina.
È stata datata attorno al 380-342 a.C., durante il regno di Nectanebo II della XXX dinastia egizia. Tuttavia, rimane sconosciuta la provincia imperiale di provenienza.

## Storia
La stele appartiene ad un gruppo di stele noto come "Cippo di Horus" o 'Stele di Horus sui coccodrilli'. Questo genere di stele era utilizzato per proteggere gli antichi egizi dagli animali pericolosi come coccodrilli e serpenti. La stele di Metternich, detta anche Stele magica, è una delle più grandi e complete di questo genere.
È stato ipotizzato che durante il regno di Nectanebo II, un sacerdote di nome Esatum abbia viaggiato fino al luogo di sepoltura del tori di Mnevis a Eliopoli. Qui notò certe inscrizioni che trovò interessanti, ordinando di copiarle su un grande blocco di pietra. Fu così creata la stele, e fu eretta per molti anni, finché Alessandro Magno non sconfisse i Persiani in Egitto portandola ad Alessandria d'Egitto.
Per oltre 2000 anni si persero le tracce della stele, finché fu scoperta in un muro scavato in un monastero francescano. La stele fu portata all'attenzione del principe Metternich nel 1828 grazie a Mehmet Ali, re d'Egitto, prima di venire acquistata dal Metropolitan Museum of Art, dove per molti anni fu nota come stele di Metternich.

## Costruzione
La stele è formata da un grosso blocco di pietra (un plinto) unito ad un blocco più piccolo superiore con la cima arrotondata. Misura 92x33 centimetri. Quest'opera è costruita con un enorme blocco di granito grovacca. La stele si è ben conservata, con pochi segni visibili.
Sulla parte superiore della stele è raffigurato il disco solare che identifica Ra, il dio del sole dell'antica religione egizia. A destra ed a sinistra di Ra si trovano quattro babbuini. A sinistra dei babbuini si trova il dio messaggero Thot, mentre a destra c'è il faraone regnante, Nectanebo II,  che si inchina verso Ra.
La parte principale dei rilievi è separata dalla parte superiore da cinque righe di geroglifici. Il centro della stele raffigura Horus bambino di fronte ai coccodrilli. Sopra la sua testa si trova la faccia di Bes, protettore dei neonati e del parto. Horus tiene in una mano un serpente ed uno scorpione, e nell'altra un orice ed un leone.
A sinistra di Horus si trova Re'Horakhty, combinazione dei due dei del cielo Horus e Re, su un serpente. I due sono incorniciati da due simboli divini. Completamente sulla sinistra del rilievo si trova Iside su un serpente, ed alla sua sinistra la classica dea avvoltoio del sud. A destra si trova di nuovo il dio Thot su un serpente, ed alla sua sinistra la dea serpente del nord. Sopra gli dei si trovano gli occhi di Horus, il sole e la luna.
Il resto della stele è coperto di geroglifici, anche sui lati. Questi geroglifici raccontano le storie degli dei e le loro esperienze con animali velenosi. Vi sono anche numerose maledizioni ed incantesimi per diversi tipi di malattie causate dagli animali.
Un'altra cosa interessante della stele si trova nella parte superiore del retro. Un uomo alato rappresenta il dio solare demoniaco Harmeti. È in piedi davanti ai nemici, animali diabolici chiusi in un cerchio per evitarne la fuga.

## Mitologia

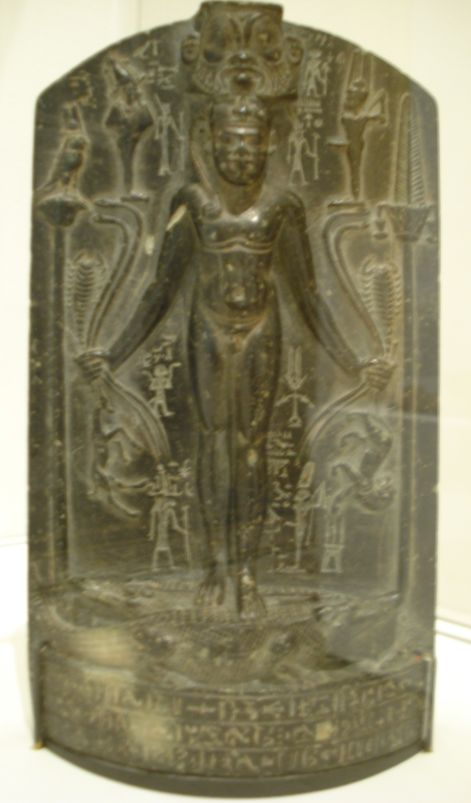
Cippo di Horus

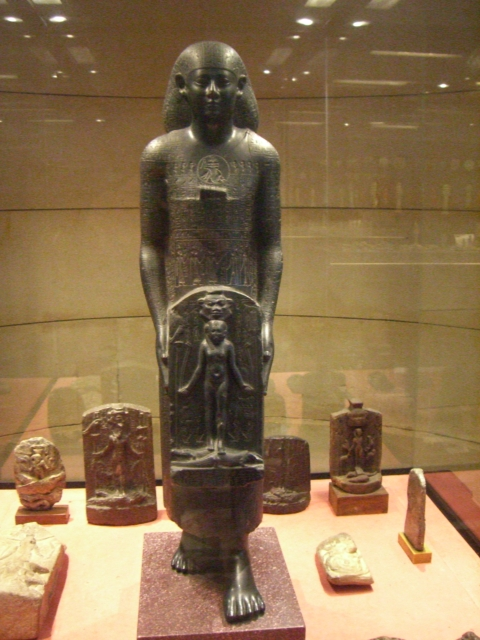
Statua di persona che regge una stele: un Cippo di Horus

La funzione principale della stele di Metternich era la cura magica dai veleni, soprattutto quelli degli animali. L'acqua veniva fatta scorrere sulla stele e raccolta, per poi essere bevuta dalle persone intossicate. La persona si sarebbe identificata col bambino Horus, che aveva sofferto le stesse pene. Durante questo processo venivano recitati riti religiosi.
I primissimi incantesimi della stele sono relativi ai rettili e ad altre creature pericolose. Il più importante era il demone serpente Apopi, nemico di Ra per il quale rappresenta il diavolo. L'incantesimo obbligava il serpente a perdere la testa e ad essere arso in pezzi. La seconda metà dell'incantesimo avrebbe obbligato il serpente a vomitare, e mentre il sacerdote pronunciava l'incantesimo anche la persona malata avrebbe vomitato, liberando il suo corpo dal veleno.
Il successivo incantesimo era diretto ai gatti. Il gatto conteneva un po' di un dio o di una dea, ed era in grado di distruggere qualsiasi tipo di veleno. L'incantesimo chiedeva a Ra di aiutare il gatto quando ne aveva bisogno.
Buona parte della stele è coperta di inscrizioni che raccontano storie, come quelle già descritte che parlano di veleni e cure. La più famosa è la storia di Iside e dei Sette Scorpioni. Questa storia occupa la maggior parte della stele, e fa riferimento soprattutto ai disturbi legati ai veleni.
Iside era la madre di Horus, ed assieme a suo padre Osiride governava il mondo dei vivi. Osiride fu ucciso dal fratello Seth, geloso del suo potere. Quando Iside e Nefti lo scoprirono, riportarono in vita Osiride con l'uso della magia. Seth era arrabbiato ed uccise di nuovo Osiride, spezzandone il corpo in molte parti e spargendone i resti per tutto l'Egitto. Osiride divenne quindi faraone dei morti e dell'oltretomba, mentre il mondo dei vivi non era governato da nessuno.
Seth era contento, pensando che sarebbe diventato il faraone dei vivi, ma non sapeva che Iside era incinta del figlio di Osiride. Egli sarebbe diventato faraone dei vivi per diritto di nascita. Dopo che Iside ebbe dato alla luce Horus, si pensò che il bambino sarebbe diventato faraone dei vivi, ma ancora una volta Seth scoprendolo divenne furioso.
A questo punto sulla stele inizia il vero incantesimo. Seth fece avvelenare il bambino da uno scorpione, spesso associato col serpente demone Apopi. Iside fu incredibilmente addolorata dalla morte del figlio, e chiese aiuto a Ra. Egli inviò Thot, il quale riportò in vita il figlio. A partire da questo momento Ra diventa un difensore di Horus, come avrebbe fatto il padre Osiride se fosse stato in vita.
Horus visse, ed in seguito si scontrò con Seth per decidere chi sarebbe stato il faraone dei vivi. Durante il combattimento Seth strappò un occhio a Horus vincendo la battaglia. È da qui che nasce la simbologia dell'occhio di Horus. Seth divenne di nuovo faraone dei vivi.
Iside non poteva stare a guardare, dato che suo figlio era il re di diritto. Si recò nell'oltretomba travestita, in cerca di Seth. Gli disse che qualcuno cattivo aveva rubato al figlio qualcosa che era suo di diritto. Seth ordinò di rimediare al problema, non sapendo a chi si stava riferendo. Iside si mostra a Seth ed egli tenta di ritrattare, ma Ra fa da testimone nominando Horus faraone dei vivi.
La maggior parte della stele parla di come Horus fu avvelenato e curato. Gli antichi Egizi utilizzavano la stessa cura per le persone comuni. I malati avrebbero avuto al loro interno lo spirito di Horus, e quindi potevano essere curati allo stesso modo di Horus stesso. Le storie riportate su questa stele, soprattutto quella di Iside e Horus, sono tra le più complete ritrovate sui monumenti.
La stele magica è uno degli artefatti più impressionanti del Metropolitan Museum of Art. Non solo si tratta di un'opera d'arte, ma funse anche da ricettario medico in epoca egizia.